# Nordijska kombinacija na Zimskih olimpijskih igrah 1992
Nordijska kombinacija na Zimskih olimpijskih igrah 1992.

## Rezultati

### Individualno
| Poz    | Tekmovalec          | Čas     |
| ------ | ------------------- | ------- |
| Zlato  | Fabrice Guy         | 43:45,4 |
| Silver | Sylvain Guillaume   | 45:16,5 |
| Bronze | Klaus Sulzenbacher  | 45:34,4 |
| 4      | Fred Børre Lundberg | 45:54,8 |
| 5      | Klaus Ofner         | 45:57,9 |
| 6      | Allar Levandi       | 46:02,2 |
| 7      | Kendži Ogivara      | 46:25,5 |
| 8      | Stanisław Ustupski  | 46:56,2 |
| 9      | Trond Einar Elden   | 47:11,9 |
| 10     | Knut Tore Apeland   | 47:23,9 |
| 11     | Andrei Dundakov     | 47:44,2 |
| 12     | Thomas Dufter       | 47:52,9 |
| 13     | Xavier Girard       | 48:02,0 |
| 14     | Andreas Schaad      | 48:02,1 |
| 15     | František Máka      | 48:02,8 |
| 16     | Hans-Peter Pohl     | 48:41,7 |
| 17     | Josef Kovařík       | 48:41,8 |
| 18     | Stefan Kreiner      | 48:41,8 |
| 19     | Takanori Kono       | 48:46,3 |
| 20     | Pasi Saapunki       | 49:03,4 |

### Štafeta 3 x 10 km
| Poz    | Reprezentanca                                                        | Čas       |
| ------ | -------------------------------------------------------------------- | --------- |
| Zlato  | Japonska (Rejiči Mikata, Takanori Kono, Kendži Ogivara)              | 1:23:36,5 |
| Silver | Norveška (Knut Tore Apeland, Fred Børre Lundberg, Trond Einar Elden) | 1:25:02,9 |
| Bronze | Avstrija (Klaus Ofner, Stefan Kreiner, Klaus Sulzenbacher)           | 1:25:16,6 |
| 4      | Francija (Francis Repellin, Sylvain Guillaume, Fabrice Guy)          | 1:25:52,0 |
| 5      | Nemčija (Hans-Peter Pohl, Jens Deimel, Thomas Dufter)                | 1:28:21,9 |
| 6      | Češkoslovaška (Josef Kovařík, Milan Kučera, František Maka)          | 1:32:41,2 |
| 7      | Finska (Pasi Saapunki, Jari Mantila, Teemu Summanen)                 | 1:32:43,3 |
| 8      | ZDA (Joe Holland, Tim Tetreault, Ryan Heckman)                       | 1:32:44,8 |
| 9      | Estonija (Ago Markvardt, Peter Heli, Allar Levandi)                  | 1:33:16,9 |
| 10     | Švica (Hippolyt Kempf, Andreas Schaad, Marco Zarucchi)               | 1:33:38,4 |
| 11     | Združena ekipa (Andrej Dundakov, Sergej Švagrjev, Valerij Stoliarov) | 1:37:57,2 |